# کاراعادل‌لی (شهود)
کاراعادل‌لی (به ترکی استانبولی: Karaadilli) یک منطقهٔ مسکونی در ترکیه است که در شهود (شهر) واقع شده‌است.